# Maria Grigorievna Peyker
Maria Grigorievna Peyker, död 1881, var en rysk tryckare. Hon är känd som utgivare av tidningen "Rysk arbetare" 1875-1881. Hon var också engagerad i fängelsereform.